# Moș Crăciun caută Crăciuniță (film din 2002)
Moș Crăciun caută Crăciuniță (titlu original în engleză: The Santa Clause 2, cunoscut și ca The Santa Clause 2: The Mrs. Clause) este un film de Crăciun american din 2002 regizat de Michael Lembeck. În rolurile principale joacă actorii Tim Allen, Judge Reinhold, Wendy Crewson și Elizabeth Mitchell.  Este continuarea filmului Cine este Moș Crăciun? (The Santa Clause) din 1994 și este urmat de Familia lui Moș Crăciun (The Santa Clause 3: The Escape Clause) (2006).

## Prezentare
Scott Calvin a fost Moș Crăciun în ultimii opt ani, iar elfii săi cei loiali îl consideră cel mai bun Moș Crăciun din toate timpurile. Dar  Mos Crăciun are probleme (el chiar a pierdut din greutate într-un mod misterios) și totul se complică atunci când află că fiul său, Charlie, a ajuns în acest an să fie pe lista celor "obraznici". Disperat în a-și ajuta fiul, Scott se duce acasă, lăsând un înlocuitor al lui Moș Crăciun să vegheze asupra operațiunilor efectuate la Polul Nord. Dar atunci când acțiunile înlocuitorului încurcă lucrurile, prin redefiniri ciudate a ceea ce înseamnă a fi obraznic sau frumos, punând astfel Crăciunul în pericol, este timpul ca Scott să se reîntoarcă la Polul Nord cu o nouă încărcătură de magie pentru a încerca să salveze Crăciunul. 

## Actori
- Tim Allen ca Moș Crăciun/Scott Calvin/Toy Santa
- Eric Lloyd ca Charlie Calvin
- Elizabeth Mitchell ca  Carol Newman
- Wendy Crewson ca Laura Miller
- Judge Reinhold ca Dr. Neil Miller
- Liliana Mumy ca Lucy Miller
- David Krumholtz ca Bernard the Arch-elf
- Spencer Breslin ca Curtis
- Danielle Woodman ca Abby the Elf
- Aisha Tyler ca Mother Nature
- Peter Boyle ca Father Time; Boyle was also in the first film playing Scott's boss.
- Jay Thomas ca   Iepurașul de Paști
- Kevin Pollak ca  Cupidon
- Art LaFleur ca Zâna Măseluță (Molinator-ul, în analogie cu Terminator-ul)
- Michael Dorn ca Moș Ene
- Molly Shannon ca Tracy
- Victor Brandt as Reindeer
- Bob Bergen ca renul Comet (voce)
- Kath Soucie ca renul Chet (voce)

## Coloana sonoră
Coloana sonoră a fost lansată în premieră la 1 noiembrie 2002
- 1. Everybody Loves Christmas - Eddie Money
- 2. Santa Claus Lane - Hilary Duff
- 3. Santa's Got A Brand New Bag - SHeDAISY
- 4. Jingle Bells - Brian Setzer
- 5. Run Rudolph Run - Chuck Berry
- 6. 'Zat You, Santa Claus? - Louis Armstrong
- 7. Santa Claus Is Coming to Town - Smokey Robinson & the Miracles
- 8. Blue Holiday - The Shirelles
- 9. Unwritten Christmas - Unwritten Law & Sum 41
- 10. I'm Gonna Lasso Santa Claus - Brenda Lee
- 11. Santa Claus Is Coming to Town - Steve Tyrell
- 12. Grandma Got Run Over by a Reindeer - Elmo & Patsy